# 감비아 축구 연맹
감비아 축구 연맹(영어: Gambia Football Federation, GFF)은 감비아 축구 협회(영어: Gambia Football Association)로 알려진 감비아 축구를 관장하는 기관이다. 1952년에 설립되었으며 1968년 FIFA에 가입되었으며 1966년 CAF에 가입되었다. GFA 리그 1부, GFA 리그 2부 및 국가대표팀을 조직한다. 현재 회장은 2014년 9월부터 라민 카바 바조이다.